# Dyscinetus
Dyscinetus (лат.) — род пластинчатоусых жуков из подсемейства Dynastinae. Неотропика: от США до Аргентины. Около 20 видов.

## Описание
Среднего и крупного размера жуки, гладкие и чёрные, внешне напоминающие водолюбов и других околоводных жуков. Сами Dyscinetus не рассматриваются как ведущими водный образ жизни. Однако, некоторые виды Dyscinetus образуют интригующую ассоциацию с влажными, грязными почвами и водными растениями и обнаруживаются около побережий водоёмов или даже (Dyscinetus rugifrons, Dyscinetus morator, Dyscinetus laevipunctatus) на водных гиацинтах (Pontederiaceae). От близких родов отличается следующими признаками: клипеус субтрапециевидный, рога отсутствуют, тело тёмное (буровато-чёрное с зеленовато-бронзовым отблексом), выпуклое. Усики 10-члениковые. Самцы отличаются увеличенными передними ногами и крупными коготками.
Эксперименты с жуками D. morator, показали, что они могут находиться в полупогружённом состоянии до 36 часоs (Buckingham and Bennett 1989).

### Виды
- Dyscinetus australis Joly & Escalona, 2002[6]
- Dyscinetus dubius (Olivier, 1789)
- Dyscinetus dytiscoides Arrow, 1911
- Dyscinetus gagatus (Burmeister, 1847)
- Dyscinetus imitator Ratcliffe, 1986[7]
- Dyscinetus laevicollis Arrow, 1937
- Dyscinetus laevipunctatus Bates, 1888[4]
- Dyscinetus martinezi Joly & Escalona, 2002[6]
- Dyscinetus mendax Joly & Escalona, 2010
- Dyscinetus morator (Fabricius, 1798)[5]
- Dyscinetus olivacea Höhne, 1923
- Dyscinetus ornaticaudus Ratcliffe, 1986[7]
- Dyscinetus paradytis (Ponchel & Dechambre, 2003)
- Dyscinetus picipes (Burmeister, 1847)
- Dyscinetus plicatus (Burmeister, 1847)
- Dyscinetus questeli Chalumeau, 1982
- Dyscinetus rugifrons (Burmeister, 1847)
- Dyscinetus sculptus Dupuis, 2006
- Dyscinetus subsericeus (Burmeister, 1847)